# Университет Тринити-Вестерн
Университет Тринити-Вестерн (англ. Trinity Western University, TWU) ― частный христианский гуманитарный университет в Лэнгли, Британская Колумбия, Канада. Он является членом Universities Canada.
Основанный в 1962 году, он обучает около 4000 студентов и расположен в пригородно-сельском кампусе площадью 157 акров (64 га) недалеко от исторической деревни Форт-Лэнгли в Британской Колумбии. Trinity Western ― крупнейший христианский университет Канады, финансируемый из частных источников. Он имеет широкую учебную программу по гуманитарным наукам, естественным наукам и профессиональным исследованиям, предлагая 45 специальностей бакалавриата и 17 программ для выпускников и магистров. Соотношение студентов и преподавателей составляет 16:1, средний размер класса первокурсников составляет 37 человек, а общий средний размер класса ― 15 человек.
Тринити-Вестерн является членом Королевского общества Канады. Его университетские команды, известные как «Спартанцы», являются членами U Sports. По данным Universities Canada, некоммерческой национальной организации, представляющей канадские университеты и колледжи, обучение в TWU является самым дорогим из всех университетов Канады.

## История
Университет Тринити-Вестерн ведёт свою историю с 1957 года, когда Евангелическая свободная церковь Америки учредила комитет для изучения и рассмотрения возможности создания гуманитарного колледжа на тихоокеанском побережье Северной Америки. Комитет выбрал место между Ванкувером и Сиэтлом в сельской местности Британской Колумбии, на территории нынешнего городка Лэнгли. Trinity Junior College начал свою деятельность как двухгодичный колледж в 1962 году, а 10 лет спустя его название было изменено на Trinity Western College после значительного периода роста числа учащихся и вариантов программ. После 20 лет работы в качестве переходного колледжа, в 1980 году, Тринити-Вестерн начал присуждать степени бакалавра. В 1985 году правительство провинции Британская Колумбия придало этому учебному заведению его нынешнее положение как христианского университета, финансируемого из частных источников, и он стал известен как Университет Тринити-Вестерн. Это четвёртый старейший университет в провинции Британская Колумбия после Университета Британской Колумбии, Университета Виктории и Университета искусства и дизайна Эмили Карр.
Девиз Университет Тринити-Вестерн ― Turris Fortis Deus Noster. Латинский девиз переводится как «Могучая крепость — наш Бог». Цвета университета — золотой и синий.

## Академическая деятельность
Университет Тринити-Вестерн ― это независимое частное учреждение, предлагающее гуманитарное образование. С момента своего основания в 1962 году он считался христианским учреждением, хотя всегда управлялся независимо от какой-либо церкви или религиозной организации. В настоящее время им управляет Совет управляющих, состоящий из 14 членов, которому подчиняется президент. Теолог, доктор Марк Хасбэндс, является действующим президентом с 1 июля 2019 года.
Студенты бакалавриата выполняют общеобразовательные требования, а также выбирают из широкого спектра факультативных курсов. Студенты обычно посещают занятия по семестровой системе университета, при этом каждый год проводится три семестра. Осенний семестр длится с сентября по декабрь, а весенний семестр с января по апрель. Для студентов, желающих заниматься летом, университет предлагает несколько курсов в кампусе, а также обучение путешествиям в рамках программы летнего семестра, которая длится с мая по август.
Аспиранты проходят курсы на факультете последипломного образования и на семинарах ACTS. Программы магистратуры доступны в области гуманитарных наук, педагогики, лингвистики, психологии, бизнеса, сестринского дела и теологии.
В университете находится ряд научно-исследовательских институтов и центров, в том числе Институт свитков Мёртвого моря, Институт гендерных исследований, Группа исследований религии, культуры и конфликтов, Институт Септуагинты, Центр предпринимательского лидерства, Центр духовного формирования в высшем образовании, Институт религии в Канаде.
В Тринити-Вестерн учатся студенты из всех 10 провинций Канады, 37 штатов США и 33 зарубежных стран. Среди студентов около 72% канадцев, 12% американцев и 13% из дальнего зарубежья. В университете работают около 250 инструкторов и профессоров, что обеспечивает соотношение студентов и преподавателей 11:1, а средний размер класса составляет 25 человек. Более 85% профессоров Тринити-Вестерн имеют докторские степени.
Университет Тринити-Вестерн аккредитован Ассоциацией университетов и колледжей Канады и признан Министерством образования США. Университет Тринити-Вестерн является членом Совета христианских колледжей и университетов. Стоимость обучения в 2014–2015 учебном году составляла 22 260 канадских долларов, что делало обучение самым дорогим из всех канадских университетов. Примерно 95% поступающих и переводимых студентов Тринити-Вестерн получают некоторую финансовую помощь в виде стипендий или грантов, не включая ссуды. Иностранные студенты платят ту же плату, что и канадские студенты.
Университет Тринити-Вестерн является членом Королевского общества Канады, высшей национальной организации по содействию обучению и исследованиям в Канаде.

### Бакалавриат
Степени бакалавра, присуждаемые Университетом Тринити-Вестерн, включают бакалавра искусств, бакалавра изящных искусств, бакалавра наук, бакалавра наук в области сестринского дела, бакалавра делового администрирования, бакалавра образования и бакалавра кинетики человека. Существует также программа перевода бакалавров прикладных наук в области инженерии в сотрудничестве с инженерным факультетом Университета Британской Колумбии. По ряду специальностей доступны программы с отличием.
Курсы бакалавриата по гуманитарным наукам традиционно представляют собой семинары или лекции, которые проводятся один или два раза в неделю с дополнительным семинаром на основе беседы, называемым «дискуссионной группой». Чтобы получить высшее образование, все студенты должны пройти основную учебную программу по гуманитарным наукам, известную как «Университетское ядро», включающую 18 классов по различным предметам. В рамках 18 классов студенты проходят два семестра по английскому языку, а также курсы изобразительного искусства, естественных наук, философии, истории, социологии и религиоведения, два курса междисциплинарных исследований и до трёх курсов физического воспитания.
Помимо основной, студенты должны получить академическую специальность. Университет Тринити-Вестерн присуждает степени бакалавра по 45 академическим специальностям и сертификатам с более чем 1200 курсами на выбор. Студенты могут выбирать курсы на любом из факультетов или школ университета:
- Факультет гуманитарных и социальных наук
- Факультет естественных и прикладных наук
- Школа искусств, Медиа + Культура
- Школа бизнеса
- Школа кинетики человека
- Школа образования
- Школа медсестёр
- Тихоокеанский католический колледж[англ.] ― католический колледж, входящий в состав Университета Тринити-Вестерн

В то время как большинство курсов предлагается в главном кампусе Тринити-Вестерн в Лэнгли, студенты могут учиться в Беллингхеме, штат Вашингтон; Ричмонде, Британская Колумбия; или онлайн. Кроме того, многие принимают участие в исследованиях путешествий и программах обмена в партнёрских учреждениях или университетах по всему миру. Студенты также могут разрабатывать свои собственные курсы при поддержке преподавателя или члена администрации.

#### Международные программы
Международные программы Тринити-Вестерн предлагают студентам возможность учиться по всему миру часть лета, семестр или целый год.
Школа кинезиологии спонсировала летние программы изучения путешествий на Олимпийских играх 2008 и 2012 годов в Пекине и Лондоне соответственно. Школа искусств, СМИ и культуры спонсирует летнюю программу в Париже и Лондоне, а Школа бизнеса спонсирует летнюю программу в Оттаве и Квебеке. Предлагаются различные другие летние программы, такие как биология коралловых рифов на Гавайях, библейские исследования в Израиле и на Западном берегу реки Иордан и Литература Иоанна Богослова в Турции.
Кроме того, совместно с CCCU университет предлагает 12 семестровых программ в рамках инициативы CCCU BestSemester. Спонсируемые программы включают африканские исследования в Уганде, кинопроизводство и изучение кино в Лос-Анджелесе, изучение Индии в Тамилнаде, латиноамериканские исследования в Сан-Хосе, Коста-Рика, и американские исследования в Вашингтоне, округ Колумбия.
Партнёрство Тринити-Вестерн в области исследований и обмена с Оксфордским университетом позволяет квалифицированным студентам учиться в качестве приглашённых студентов в Оксфорде в течение семестра или года. Студентам также доступны программы обмена в испанском университете Саламанки и китайском университете Сямынь. Студенты также могут сами организовать с помощью преподавателя обучение в других университетах Канады или за границей в качестве приглашённых студентов.

#### ОМАДА Тимбилдинг
ОМАДА Тимбилдинг — программа лидерства и командообразования в Школе кинетики человека. В программе используется экспериментальное обучение и практическое обучение для студентов как TWU, так и сторонних организаций. Начатый в университете в 1998 году курс Challenge был в 2009 году переименован в OMADA Teambuilding, чтобы лучше представить разнообразие предлагаемых программ.

### Магистратура
Тринити-Вестерн предлагает 11 программ обучения в магистратуре на факультете последипломного образования в кампусе Лэнгли или Ричмонда:
- Магистр библейских исследований
- Магистр делового администрирования
- Магистр наук в области сестринского дела
- Магистр искусств в области психологии консультирования
- Магистр искусств в области лидерства в образовании
- Магистр лингвистики
- Магистр гуманитарных педагогических исследований
- Магистр междисциплинарных гуманитарных наук
- Магистр искусств в области лидерства

Хотя программа MBA предлагает специализации в области международного бизнеса и управления растущими предприятиями, это также одна из двух программ MBA в Канаде, предлагающих некоммерческую специализацию.
Тринити-Вестерн также проводит семинары ACTS, основанных, когда несколько христианских конфессий объединились для создания учреждения, которое будет обучать мужчин и женщин изучению теологии и подготавливать к должности служителей. Семинары ACTS предлагают следующие магистерские программы:
- Магистр теологических исследований
- Магистр богословия
- Магистр искусств в области супружеской и семейной терапии
- Магистр искусств в области христианских исследований
- Магистр искусств в области лингвистики и перевода

### Факультет права
В июле 2012 года университет представил программу Juris Doctor. Предложение было направлено Министерству высшего образования провинции и Федерации юридических обществ Канады и одобрено в декабре 2013 года.
12 декабря 2014 года из-за продолжающихся судебных процессов вокруг юридических обществ, голосующих за отказ от автоматической аккредитации студентов-юристов TWU после окончания учёбы, министр высшего образования Британской Колумбии Амрик Вирк отозвал одобрение провинции на предлагаемую юридическую школу в Университете Вестерн-Тринити. В своём письме администрации он подчеркнул важность судебного процесса и призвал TWU повторно подать заявку после того, как судебные дела будут урегулированы.

### Христианское вероучение и завет
Университет был основан комитетом по заказу Евангелической свободной церкви Америки, деноминации радикальной пиетистской традиции, для создания христианского гуманитарного колледжа. Таким образом, миссия комитета сформировала кампус и университет. Университет Вестерн-Тринити поддерживает чрезвычайно тесные связи с более широкой христианской церковью и исторически имел тесные отношения с евангелическими и протестантскими конфессиями, а также с меннонитской традицией в последнее время. Это также привело к тому, что университет испытал значительное американское влияние по сравнению с другими канадскими университетами. Более 16 процентов студентов — американцы.
Университет ранее требовал, чтобы все студенты соблюдали кодекс поведения, называемый Соглашением сообщества. Пакт запрещает сексуальные отношения вне брака между женщиной и мужчиной, а также такое поведение, как дедовщина, словесные и физические домогательства, нечестность, включая плагиат, кражу или уничтожение чужого имущества, употребление запрещённых наркотиков, употребление алкоголя на территории кампуса, просмотр порнографии. Постановление Верховного суда Онтарио от 2015 года постановило, что «дискриминация, присущая Пакту об сообществе, распространяется не только на [ЛГБТК], но и на женщин в целом; тех лиц любого пола, которые могли бы предпочесть для своих собственных целей жить в гражданско-правовых отношениях, а не участвовать в институте брака; и на тех лиц, которые имеют другие религиозные убеждения… Несмотря на некоторые попытки TWU заявить, что Пакт Сообщества не действует дискриминационным образом, самоочевидно, что это так». В постановлении суда отмечалось, что «несоблюдение поведения, установленного Пактом Сообщества, влечёт за собой серьёзные последствия». Пакт предписывал «как минимум отстранение» за «сексуальную близость с участием лиц одного пола». 9 августа 2018 года Совет управляющих проголосовал за то, чтобы сделать Пакт сообщества необязательным для нынешних и поступающих учащихся, решение вступает в силу в начале 2018–2019 учебного года. Президент TWU в то время Роберт Кун (2014–2019) сказал в своём заявлении, что это изменение было сделано для того, чтобы университет мог «включать всех студентов, желающих учиться с христианской точки зрения и лежащей в её основе философии».
Профессора вуза ежегодно подписывают декларацию о вере. Эта политика вызвала некоторые разногласия в академических кругах и была освещена в журнале Maclean's.
Примерно 80% зачисленных студентов идентифицируют себя как христиане. В кампусе есть много христианских клубов, организаций и служений. Нет обязательного участия в каких-либо религиозных литургиях. Приветствуются и поддерживаются студенты и клубы других религиозных конфессий. Почти в каждом общежитии есть капеллан.
Тихоокеанский католический колледж, бывший Тихоокеанский колледж Искупителя, является составным католическим колледжем университета. Кампус колледжа Glover Road находится рядом с TWU. Католический колледж управляется отдельно от университета, предлагает занятия по католицизму, а учебная программа по гуманитарным наукам преподаётся католическим факультетом. Месса предлагается четыре раза в неделю.

### Рейтинг
В настоящее время Maclean's не включает частные университеты или Королевский военный колледж Канады в свой рейтинг канадских университетов.

## Кампус
Главный кампус расположен в городке Лэнгли, Британская Колумбия, занимая 157 акров (0,64 км²) на окраине исторического форта Лэнгли. Форт Лэнгли, бывший пост торговли пушниной Компании Гудзонова залива, был выбран губернатором сэром Джеймсом Дугласом в качестве временной столицы недавно созданной колонии Британская Колумбия в 1858 году. На территории кампуса есть общежитие, названное в честь Дугласа. Кампус расположен примерно в 45 минутах езды к юго-востоку от Ванкувера и примерно в 2 часах к северу от Сиэтла.
Здания кампуса различаются по возрасту и стилю: от часовни Хэнсона, построенной в 1962 году (первое здание, построенное на территории кампуса), до общежития Скидмор-холл, построенного в 2017 году. Сегодня кампус состоит из 35 зданий и общежитий, в которых размещаются различные факультеты университета и студенты.
Архитектура кампуса вдохновлена Британской Колумбией, сельской Британской Колумбией и Тихоокеанским Северо-Западом. Современный красный кирпич покрывает библиотеку Alloway, атриум Ларсена и студенческий центр Стэнли Нельсона в основной части кампуса. Другие важные здания на территории кампуса включают здание Роберта Н. Томпсона, в котором находятся факультеты политологии, истории, английского языка и географии. В недавно построенном Музыкальном здании находится Школа искусств, медиа и культуры. Факультет естественных и прикладных наук расположен в Научном центре Нойфельда, который был капитально отремонтирован в 2011 году, и в Центре Вернона Стромбака в восточной части кампуса.

## Студенческая жизнь
В 2011 году Тринити-Вестерн получил оценку уровня A в категории «Общая удовлетворённость студентов» журнала The Globe and Mail и оценку A+ за «Чувство общности в кампусе». Жильё в кампусе предоставляется студентам на всех годах обучения, и все студенты первого и второго года обучения должны проживать на территории кампуса в общежитиях, если только они не проживают с семьёй. Студенты третьего и четвёртого курсов могут жить за пределами кампуса. Тринити-Вестерн предлагает своим студентам почти 100 организаций, команд и спортивных кружков.

### Студенческие группы
Около 100 студенческих организаций и клубов Тринити-Вестерн охватывают широкий круг интересов. В 2011 году в университете было 11 академических групп, четыре культурных группы, пять «тематических» групп, восемь исполнительских групп, шесть предпрофессиональных групп и 13 рекреационных групп.
Каждый год Общество иностранных дел проводит конференцию «Модель Организации Объединённых Наций» для старшеклассников. Ассоциация студентов Университета Тринити-Вестерн является избранным правительством студенческого сообщества и работает в качестве помощника и посредника между отдельными студентами и администрацией университета, а также спонсирует несколько мероприятий в течение учебного года.

### Спорт
Университет спонсирует 11 мужских и женских студенческих спортивных команд. Команды соревнуются в Канадском межуниверситетском спорте, высшей университетской лиге лёгкой атлетики в Канаде, а также в Спортивной ассоциации западных университетов Канады на региональном уровне. Университетские команды, соревнующиеся в U Sports, играют в мужской и женский баскетбол, футбол, волейбол, лёгкую атлетику, легкоатлетический кросс, хоккей и регби. Баскетбольная, волейбольная и хоккейная команды проводят свои домашние игры и матчи в Langley Events Centre.

## Споры и судебные дела

### Иск об аккредитации программы сертификации преподавателей
В 1995 году Тринити-Вестерн запустил программу сертификации преподавателей, но Педагогический колледж Британской Колумбии отказал в аккредитации университетской программы, утверждая, что соглашение «Обязанности членства», которое должны подписать студенты (заменённое в 2009 году Соглашением сообщества), является дискриминационным и что выпускники программы Тринити-Вестерн будут дискриминировать студентов-геев. Суды низшей инстанции в Британской Колумбии, а затем и Верховный суд Канады вынесли решение в пользу Университета Тринити-Вестерн, заявив, что для решения Педагогического колледжа Британской Колумбии нет никаких оснований.

### Иски об аккредитации юридического факультета
Автоматическая аккредитация выпускников юридического факультета, предложенного TWU, была одобрена большинством провинциальных юридических обществ Канады в 2014 году, за исключением Юридического общества Верхней Канады (ныне Юридическое общество Онтарио) и Общества адвокатов Новой Шотландии. 11 июня 2014 года 3210 из 13 000 членов Юридического общества Британской Колумбии проголосовали в поддержку резолюции об отмене его решения о предоставлении аккредитации факультета и потребовали, чтобы провинция отозвала аккредитацию юридической программы из-за мнения, что она дискриминирует неженатые пары и гомосексуалов. 968 членов проголосовали против, 8822 не зарегистрировали свой голос. 26 сентября 2014 года руководящие члены Юридического общества решили провести обязательный референдум среди своих членов, чтобы определить, следует ли отзывать аккредитацию Тринити-Вестерн.

#### Верховный суд Канады
Постановления как Онтарио, так и Британской Колумбии обжалованы в Верховном суде Канады, дела появились 30 ноября и 1 декабря 2017 года соответственно. 15 июня 2018 года Верховный суд вынес решение в пользу юридических обществ в решении 7-2 по делам Университет Тринити-Вестерн против Юридического общества Верхней Канады и Юридическое общество Британской Колумбии против Университета Тринити-Вестерн. В решении говорилось, что Соглашение сообщества TWU будет удерживать ЛГБТ-студентов от посещения предложенной юридической школы и что равный доступ к юридическому образованию, разнообразие в юридической профессии и предотвращение причинения вреда ЛГБТ-студентам отвечает общественным интересам.